# Guerlesquin
 Guerlesquin  (en bretón Gwerliskin) es una población y comuna francesa, situada en la región de Bretaña, departamento de Finisterre, en el distrito de Morlaix y cantón de Plouigneau.

## Demografía
| 1159 | 1278 | 1496 | 1831 | 1627 | 1624 |
| Para los censos de 1962 a 1999 la población legal corresponde a la población sin duplicidades (Fuente: INSEE [Consultar]) |      |      |      |      |      |